# Виниген
Виниген (нем. Wynigen) — коммуна в Швейцарии, в кантоне Берн. 
Входит в состав округа Бургдорф. Население составляет 2006 человек (на 31 декабря 2006 года). Официальный код — 0424.